# Maßnahmengesetz zum Baugesetzbuch
Das Maßnahmengesetz zum Baugesetzbuch (Baugesetzbuch-Maßnahmengesetz, BauGB-Maßnahmengesetz, BauGBMaßnG) war ein deutsches Gesetz für den Bereich der Bauleitplanung. Es ergänzte das Baugesetzbuch.
Es stellte unter anderem folgenden Grundsatz auf: „Bei der Aufstellung, Änderung, Ergänzung und Aufhebung von Bauleitplänen nach dem Baugesetzbuch soll einem dringenden Wohnbedarf der Bevölkerung besonders Rechnung getragen werden.“ Vor diesem Hintergrund sicherte es Kommunen ein Vorkaufsrecht beim Kauf von unbebauten Grundstücken vor, die auf dem Flächennutzungsplan als Wohnbaufläche oder Wohngebiet dargestellt sind oder nach den §§ 30, 33 oder 34 des Baugesetzbuchs vorwiegend mit Wohngebäuden bebaut werden können. Das Gesetz enthielt im Weiteren Bestimmungen für das Genehmigungsverfahren.
Das Maßnahmengesetz zum Baugesetzbuch ist am 1. Januar 1998 durch Art. 11 Abs. 2 des Gesetzes zur Änderung des Baugesetzbuchs und zur Neuregelung des Rechts der Raumordnung (Bau- und Raumordnungsgesetz 1998 – BauROG) vom 18. August 1997 (BGBl. I 1997, S. 2081–2112) außer Kraft getreten.